# Марія Кьопке
Марія Кьопке (нім. Maria Koepcke; 1924 – 1971) орнітолог, відома своєю роботою з неотропічними видами птахів. Кьопке була авторитетом у південноамериканській орнітології в той час, коли на полі здебільшого панували чоловіки, і її робота досі згадується сьогодні.

## Біографія
Марія Емілія Анна фон Мікулич-Радецкі народилася в Лейпцизі 15 травня 1924 року, донька Фелікса фон Мікулич-Радецкі, університетського професора гінекології та Кет Фінценханген. Сім'я її батька походила з шляхетного польського роду і відомий польський Ян Мікулич-Радецький був її родичем.
Ще у молодому віці Кьопке взялася вивчати тварин. У 1949 році Кьопке отримала ступінь доктора наук по зоології у Кільському університеті. Під час свого навчання в Кілі вона познайомилася зі своїм майбутнім чоловіком Гансом-Вільгельмом Кьопке, також студентом зоології. 
Марія Кьопке переїхала в Перу в 1950 році, де вийшла заміж за Ганса-Вільгельма Кьопке, який на той час вже працював екологом у Музеї природної історії в Лімі. Вона також почала працювати в музеї як орнітолог. Марія Кьопке загинула в авіакатастрофі в лісі Амазонки напередодні Різдва 1971 року. Дивом, її дочка Юліана пережила катастрофу. Юліана повернулася в Німеччину, вивчала зоологію в університеті Кіля і стала теріологом, що спеціалізується на вивченні кажанів.

## Вшанування
Ім'я Марії Кьопке вшановано в назвах видів: Mimon koepckeae, Megascops koepckeae, Phaethornis koepckeae, Cacicus koepckeae, Pauxi koepckeae, і разом з чоловіком Гансом-Вільгельмом — Microlophus koepckeorum.

## Публікації
- Corte ecológico transversal en los Andes del Peru Central (1954)
- Die Vögel des Waldes von Zarate (1958)
- Las aves del departmento de Lima (1964)